# Émirat de Bari
847 – 871
L'émirat de Bari fut un émirat situé dans le Sud de l'Italie à Bari de 847 à 871. Malgré sa courte durée, il constitue l'épisode le plus long de la présence musulmane dans le Sud de l'Italie avec son puissant voisin l'émirat de Sicile.
Bari est devenue l'objectif des Berbères dès 840-841 lorsqu'elle fut brièvement occupée. Selon Al-Baladhuri, Bari fut prise à l'empire de Byzance par Kalfün. Khalfun était un Berbère originaire de l'émirat de Sicile. Personnage de seconde importance, la conquête de Khalfun passa quasiment inaperçue aux yeux des musulmans de cette époque. Le successeur de Khalfun, Mufarrag ibn Sallam, envoya une requête au calife abbasside à Bagdad pour la reconnaissance de ce nouvel État sans recevoir de réponse.
Le troisième et dernier émir de Bari fut Sawdan, qui monta sur le trône vers 857 après l'assassinat de Mufarrag. Il fit ériger une première mosquée et encouragea le contact avec ses voisins chrétiens.
L'émirat s'éteint finalement en février 871 lorsqu'une armée composée de Francs, Lombards, et Croates attaqua la ville et Sawdan enchaîné fut emmené à Bénévent.

## Liste des émirs de Bari
1. Kalfün (vers 847 - vers 850)
2. Mufarrag ibn Sallam (vers 850 - 857)
3. Sawdan (857 - 871)